# KSC Wielsbeke
KSC Wielsbeke is een Belgische voetbalclub uit Wielsbeke. De club is aangesloten bij de KBVB met stamnummer 6381 en heeft geel/wit als clubkleur. De club speelt het grootste deel van zijn geschiedenis in de hoogste provinciale reeks of de nationale Bevordering.

## Geschiedenis
Sporting Club Wielsbeke werd opgericht in 1960. De club ontstond uit verschillende amateurclubjes in een plaatselijke wijkencompetitie en lokale ploegen uit het bedrijvenvoetbal. Eerst werd er nog in liefhebbersverband gespeeld, maar al gauw sloot men aan bij de Belgische Voetbalbond. De club ging van start in Vierde Provinciale, de laagste provinciale reeks. Een decennium lang bleef de club daar hangen. In 1971 haalde de club, na een testmatch tegen Oostduinkerke, uiteindelijk promotie. De club maakte in het begin van de jaren 70 sterke opgang, want na twee seizoenen in Derde Provinciale pakte de club daar de titel in zijn reeks in 1973, en promoveerde verder naar Tweede Provinciale. Ook daar was men succesvol, want na slechts één seizoen promoveerde de club naar de hoogste provinciale afdeling, de Eerste Provinciale.
Het eerste seizoen in de hoogste provinciale afdeling was nog moeilijk en Wielsbeke zakte nog even terug naar Tweede. Het jaar erop pakte de club daar echter de titel, en kon zich nu voor langere tijd in Eerste Provinciale handhaven. In 1983 pakte men daar voor uiteindelijk de titel. Voor het eerst promoveerde SC Wielsbeke naar de nationale reeksen. Voor de rest van de jaren 80 bleef de club in Vierde Klasse spelen. Tijdens de jaren 90 zakte men terug naar provinciale; bij het begin van de 21e eeuw ging men wat op en neer tussen het nationaal en provinciaal voetbal.
In 2000 fusioneerde club met SK Ooigem. Die club was opgericht in 1982, bij de voetbalbond aangesloten met stamnummer 8826 en actief in de laagste provinciale reeks. De fusieclub speelde gewoon verder als SC Wielsbeke. Voortaan speelden de diverse jeugdelftallen zowel op Hernieuwenburg in Wielsbeke als op Leieland in Ooigem.
In het seizoen 2007/08 werd Wielsbeke kampioen in Vierde Klasse A na ook het behalen van de derde periodetittel, waarbij de club 28 op 30 haalde. Aan de winterstop stond men nog in de tweede kolom van de rangschikking en dat op meer dan 10 punten van de toenmalige leider VG Oostende. SC Wielsbeke trad zo in het seizoen 2008/09 voor de eerste maal aan in Derde Klasse. Het verblijf in Derde Klasse leek echter maar beperkt tot één seizoen, want de ploeg moest aanvankelijk sportief degraderen, maar op 17 juli besliste het arbitragehof van de KBVB dat Wielsbeke toch in Derde Klasse kon blijven. Deze uitspraak kwam er na een klacht van Wielsbeke, omdat La Louvière al halfweg de competitie geschrapt moest worden wegens te hoge schulden. In de nieuwe eindstand eindigde Wielsbeke nu 13de en was het behoud twee maanden na de laatste match dan toch verzekerd.
In 2010 veranderde de naam van SC Wielsbeke naar KSC Wielsbeke door hun vijftigjarig bestaan. De club kende echter problemen en er waren fusieplannen met het naburige Racing Waregem. De plannen gingen niet door en sportief eindigde Wielsbeke in 2011 op ruime afstand op een laatste plaats en zakte zo terug naar Vierde Klasse. Het volgende seizoen ging het sportief niet beter en in 2012 zakte Wielsbeke terug naar eerste provinciale, de tweede degradatie op rij.
In 2014 haalde KSC Wielsbeke opnieuw een prijs binnen in de beker van West-Vlaanderen dit was geleden van 1993. In de competitie haalde het net geen eindronde en speelt het opnieuw in eerste provinciale in het seizoen 2014/2015.
In het seizoen 2019/2020 en  2020/2021 was de corona-pandemie de grote spelbreker. In 2020  werd de competitie op vijf speeldagen voor het einde van het seizoen stopgezet. KSCW stond op een 7e plaats na een wisselvallig seizoen. Het seizoen '20/'21 was nog dramatischer voor onze voetballers.  De competitie werd enkele weken later dan normaal gestart maar na slechts 5 speeldagen opnieuw stopgezet en niet meer heropgestart. 
In het seizoen 2021/2022 kwam KSC Wielsbeke slecht uit de startblokken. Een matige tot zwakke voorbereiding had niet onmiddellijk hoop op een goed seizoen. Toch speelde KSCW een fantastische heenronde. Met 41 op 45 was KSCW de fiere leider. Met de jaarwisseling was de voorsprong uitgelopen tot 14 punten op nr 2 in het klassement. Doch liep het nog bijna mis. Met twee gelijke spelen en 3 nederlagen slonk de voorsprong tot drie punten op de eerste achtervolger. Het kantelpunt was de wedstrijd in Sparta Heestert waar de geel-witten tot vijf minuten voor het einde nog 2-1 in het krijt stonden maar in de extra tijd toch nog de overwinning mee naar huis konden nemen. KSCW was opnieuw vertrokken en pakte vijf overwinningen op een rij waardoor er drie speeldagen voor het einde van de competitie zekerheid was van het kampioenschap in 1e provinciale. 
Het seizoen 2022/2023 speelt KSC Wielsbeke opnieuw in de nationale reeksen. Een reeks met o.a. vijf West-Vlaamse (SV Rumbeke, KE Wervik, SV Anzegem, SK Roeselare-Daisel en KSCW) en acht Oost-Vlaamse ploegen. Het behaalde een 5de plaats en eindrondeticket. Daar werd het uitgeschakeld in de eerste ronde tegen Eendracht Termien (1-2). In het seizoen 2023/2024 begonnen de geel-witten zeer sterk aan het seizoen. Dit werd opgemerkt door SK Roeselare, die net voor de winterstop de trainer,  Dieter Lauwers, overtuigde om de overstap te maken. Hulptrainer, Maarten Deschuymere, diende over te nemen. KSCW eindigde na een moeizame periode nog knap op een 3de plaats en bijhorend eindrondeticket. Het werd in de eerste ronde uitgeschakeld door SK Roeselare (3-2). 
2024/2025 werd een seizoen waar de ambities die vooropgesteld waren (eindronde) nooit konden gerealiseerd worden. Met een, op papier, versterkte ploeg werd de trein nooit op de rails gekregen. Ook met trainerwissels (Maarten Deschuymere (11w), Francky Cieters (4w) en Quincy Rombaut (14w)) kon een degradatie nooit afgewend worden. KSC Wielsbeke eindigde 14e en zakt terug naar 1e provinciale. 

## Resultaten
| Seizoen | Klasse | Klasse | Klasse | Klasse | Klasse | Klasse | Klasse | Klasse | Klasse | Reeks                                                    | Punten                                                   | Opmerkingen                                                                           |
|         | I      | I      | II     | III    | IV     | P.I    | P.II   | P.III  | P.IV   |                                                          |                                                          |                                                                                       |
| ------- | ------ | ------ | ------ | ------ | ------ | ------ | ------ | ------ | ------ | -------------------------------------------------------- | -------------------------------------------------------- | ------------------------------------------------------------------------------------- |
| 2012/13 |        |        |        |        |        | 3      |        |        |        | Eerste prov. W-Vl                                        | 56                                                       |                                                                                       |
| 2013/14 |        |        |        |        |        | 6      |        |        |        | Eerste prov. W-Vl                                        | 44                                                       |                                                                                       |
| 2014/15 |        |        |        |        |        | 6      |        |        |        | Eerste prov. W-Vl                                        | 51                                                       |                                                                                       |
| 2015/16 |        |        |        |        |        | 3      |        |        |        | Eerste prov. W-Vl                                        | 49                                                       |                                                                                       |
|         | 1A     | 1B     | 1Am    | 2Am    | 3Am    | P.I    | P.II   | P.III  | P.IV   | Vanaf 2016-17 zijn er 3 nationale en 2 regionale niveaus | Vanaf 2016-17 zijn er 3 nationale en 2 regionale niveaus | Vanaf 2016-17 zijn er 3 nationale en 2 regionale niveaus                              |
| 2016/17 |        |        |        |        |        | 9      |        |        |        | Eerste prov. W-Vl                                        | 38                                                       |                                                                                       |
| 2017/18 |        |        |        |        |        | 4      |        |        |        | Eerste prov. W-Vl                                        | 53                                                       |                                                                                       |
| 2018/19 |        |        |        |        |        | 4      |        |        |        | Eerste prov. W-Vl                                        | 54                                                       |                                                                                       |
| 2019/20 |        |        |        |        |        | 7      |        |        |        | Eerste prov. W-Vl                                        | 38                                                       | Vroegtijdig stopgezet wegens de Coronacrisis                                          |
| 2020/21 |        |        |        |        |        | -      |        |        |        | Eerste prov. W-Vl                                        | -                                                        | Competitie na 5 speeldagen stopgezet, jaargang wordt geschrapt wegens de Coronacrisis |
| 2021/22 |        |        |        |        |        | 1      |        |        |        | Eerste prov. W-Vl                                        | 64                                                       | Rechtstreekse promotie naar Derde Afdeling                                            |
| 2022/23 |        |        |        |        | 5      |        |        |        |        | Derde afdeling A                                         | 41                                                       | Eindronde - uitgeschakeld 1e ronde                                                    |
| 2023/24 |        |        |        |        | 3      |        |        |        |        | Derde afdeling A                                         | 52                                                       | Eindronde - uitgeschakeld 1e ronde                                                    |
| 2024/25 |        |        |        |        | 14     |        |        |        |        | Derde afdeling A                                         | 28                                                       | Rechtstreekse degradatie naar 1e Provinciale                                          |
| 2025/26 |        |        |        |        |        |        |        |        |        | Eerste prov. W-Vl                                        |                                                          |                                                                                       |